# Cliff Thorburn
Clifford Charles Devlin „Cliff“ Thorburn CM (* 16. Januar 1948 in Victoria, British Columbia) ist ein ehemaliger kanadischer Snookerspieler, der zwischen 1972 und 1997 Profispieler war. Auch wenn er ebenso als Amateur erfolgreich war, datieren die meisten seiner Erfolge in diese Zeit. So gewann er als Profispieler zum Beispiel die Snookerweltmeisterschaft 1980 und drei Ausgaben des Masters. Zusätzlich war er für eine Saison Weltranglistenerster und spielte zwei Maximum Breaks.
Nach einer Zeit als herumziehender Poolbillardspieler (hustler) wurde Thorburn Anfang der 1970er-Jahre Kanadas führender Snookerspieler. Nach einigen Erfolgen in Nordamerika wurde er 1972 Profispieler, gewann aber in den folgenden Jahren mehrfach die kanadische Amateur-Meisterschaft. Als Profi stieg er binnen weniger Jahre in die Weltspitze auf. Erste Erfolge feierte er vor allem bei den Canadian Open sowie bei der Snookerweltmeisterschaft 1977 und beim Masters 1978, wo er jeweils ins Finale einzog. In den anschließenden Jahren schied der Kanadier nur selten vor einem Viertelfinale eines Turnieres aus. Eine Saison nach seinem Weltmeister-Titel wurde er auch Weltranglisten-Führender. Auch wenn er nach nur einer Saison den ersten Platz der Rangliste wieder abgeben musste, blieben ihm seine Erfolge erhalten: Dreimal siegte er in den 1980ern beim Masters, bei der WM 1983 wurde er zudem wieder Vize-Weltmeister und spielte sein erstes Maximum Break.
Nach einem positiven Drogentest bei den British Open 1988 brach Thorburns Form allerdings ein, auch wenn ihm noch ein zweites 147er-Break gelang. Auf der Weltrangliste deutlich verschlechtert, beendete er 1997 offiziell seine Profikarriere. Als Amateur konnte der Kanadier, der für seine langsame, defensive und zermürbende Spielweise bekannt ist, 2001 noch einmal kanadischer Meister werden. Zusätzlich spielte der Sachbuchautor und Billardtrainer regelmäßig bei Senioren-Turnieren und Exhibitions mit. Thorburn wurde unter anderem zum Member of the Order of Canada ernannt sowie in die Hall of Fame des kanadischen Sports und in die Snooker Hall of Fame aufgenommen.

## Persönliches
Thorburn wurde Anfang 1948 in Victoria, der Hauptstadt der kanadischen Provinz British Columbia, geboren. Als Kind wurde er von seiner Mutter verlassen und wuchs bei seinem Vater und seiner Großmutter auf. Später heiratete er und wurde Vater zweier Söhne. Im April 1983 erlitt Thorburns Frau während der laufenden Weltmeisterschaft eine Fehlgeburt. Während seiner aktiven Karriere wurde Thorburn für kurze Zeit durch die Spätfolgen einer Erkältung beeinträchtigt, je nach Quelle im Rahmen der Snookerweltmeisterschaft 1980 oder im Rahmen der Ausgabe 1983. Mitte der 1980er-Jahre verunglückte sein langjähriger Manager und enger Freund Darryl McKerrow bei einem Jagdausflug in Manitoba tödlich. Wurde er Ende der 1970er-Jahre eine Zeit lang noch von Maurice Hayes gemanagt, stand er später bei Barry Hearns Matchroom Sport unter Vertrag.

## Karriere

### Anfänge
Nachdem er die High School abgebrochen hatte, probierte sich Thorburn zunächst in verschiedenen Berufen. Recht schnell begann er aber, seinen Lebensunterhalt mit Wettspielen in nordamerikanischen Poolbillardhallen zu verdienen, frei nach dem Film The Hustler. Poolbillard ist in Nordamerika weit verbreitet, im Gegensatz zum Snooker, für das Kanada bis dahin kaum bekannt war (einzelne hervorstechende Snookerspieler wie George Chenier und Leo Levitt gab es dennoch). Dafür trampte er durch Nordamerika und schlug sich mit Gelegenheitsjobs und gegebenenfalls der Heilsarmee durch.
Im Jahr 1969 begann Thorburn, neben dem Poolbillard auch Snooker zu spielen. Da er recht schnell erfolgreich war, galt er bereits 1971 als führender kanadischer Snookerspieler, nachdem der bisher dominierende George Chenier ein Jahr vorher gestorben war. Seine Erfolge feierte Thorburn nach kurzer Zeit in ganz Nordamerika, so gewann er 1971 und 1972 die nordamerikanische Meisterschaft. Zu jener Zeit reisten einige führende Snookerspieler aus Europa nach Kanada, wobei Thorburn regelmäßig als Gegner dieser Spieler auftrat. Zu diesen Spielern gehörten Altmeister Fred Davis und Verbandsboss Rex Williams, aber auch John Spencer, der zusammen mit Ray Reardon die 1970er-Jahre im Snooker prägte. Nach und nach bildete sich bei Thorburn die Überzeugung heraus, dass er es dauerhaft mit diesen Spielern aufnehmen könne. Infolgedessen zog es Thorburn nach England, wo er bereits 1972 offiziell Profispieler wurde. In den folgenden Jahren pflegte Thorburn es, zwischen England und Kanada zu pendeln. Laut John Virgo hatte der Kanadier aber zeitweise Zweifel, ob er in England eine Zukunft hat, doch er ließ sich eines Besseren überzeugen. In England trainierte der Kanadier zunächst mit John Spencer in Bolton, später mit Willie Thorne in Leicester.

### Erste Profijahre und Aufstieg in die Weltspitze
Bereits während seiner ersten beiden Saisons erzielte Thorburn einige gute Ergebnisse und besiegte unter anderem Dennis Taylor bei der Snookerweltmeisterschaft 1973. In den nächsten beiden Saisons konnte er seine regelmäßig guten Ergebnisse wiederholen und sich somit auf einem hohen Niveau etablieren. Bereits bei den Canadian Open 1974 gewann er sein erstes Profiturnier. Obwohl sich die Snookerweltrangliste in ihren ersten Jahren zunächst nur aus den Ergebnissen der Snookerweltmeisterschaft berechnete, belegte Thorburn bei der allerersten Aufstellung bereits Rang 10, auch wenn er sich danach auf Platz 13 verschlechterte. Erst im Rahmen der Snookerweltmeisterschaft 1977 gelang ihm ein großer Erfolg bei der Weltmeisterschaft, als er ins WM-Finale einzog. Dort verlor er allerdings gegen John Spencer. Dieser Erfolg sicherte aber dem Kanadier endgültig einen Platz in den Top 10 der Rangliste; er verbesserte sich auf Rang 6.
In den nächsten beiden Saisons konnte Thorburn sein Formniveau halten. Dabei gewann er die Canadian Open 1978 und erreichte das Endspiel des Masters 1978. Das wichtige Masters ist eines von drei Triple-Crown-Turnieren, neben der Snookerweltmeisterschaft und der UK Championship. An letzterer waren zunächst nur Briten teilnahmeberechtigt, er als Kanadier durfte erst Anfang der 1980er-Jahre mitspielen. Auf der Weltrangliste war Thorburn in den folgenden zwei Spielzeiten auf Platz 5 platziert. Während der 1970er-Jahre nahm der Kanadier trotz seines Profistatus regelmäßig auch an Amateurturnieren teil. Fast jährlich spielte er bei der kanadischen Meisterschaft mit, die zu diesem Zeitpunkt sowohl für Amateure als auch für Profispieler offen war. Im Jahr 1972 sowie zwischen 1974 und 1977 konnte Thorburn dabei kanadischer Meister werden. Regelmäßig nahm er zudem an den Pontins Spring Open teil, dies allerdings wie auch eine Teilnahme an den Pontins Camber Sands Open nur mit beschränktem Erfolg.

### Weltmeistertitel und Weltranglistenerster
Die Saison 1979/80 verlief für Thorburn äußerst erfolgreich, denn er erreichte bei fast jedem Turnier mindestens das Viertelfinale. Neben einer Finalniederlage beim Bombay International gewann Thorburn die Canadian Open sowie die Canadian Professional Championship. Außerdem zog er erneut ins Endspiel der Snookerweltmeisterschaft ein, wo er auf Alex Higgins traf, der wegen seiner innovativ offensiven Spielweise und seinen Skandalen seit gut 10 Jahren zur spielerischen Weltspitze und zu den schillerndsten Figuren der Snooker-Welt gehörte. Mit Higgins hatte Thorburn während seiner gesamten Karriere eine gewisse Rivalität, die zwar primär am Snookertisch ausgelebt wurde, aber auch aus verbalen und körperlichen Auseinandersetzungen abseits von Partien bestand. Davon abgesehen bewunderte Thorburn aber Higgins für seine Spielweise. Das WM-Finale 1980 zwischen dem Kanadier und dem nordirischen Publikumsliebling war ein enges Spiel, das Thorburn mit 18:16 für sich entscheiden konnte. Damit war er Snooker-Weltmeister. Häufig wird der Kanadier dabei als erster Weltmeister aus Übersee angesehen. Allerdings war bereits bei der BACC-Snookerweltmeisterschaft 1952 der Australier Horace Lindrum Weltmeister geworden, doch die Legitimität der von Lindrum gewonnenen Ausgabe ist umstritten. Auf der Weltrangliste platzierte sich Thorburn dadurch auf dem zweiten Platz, er konnte also den Langzeit-Führenden Ray Reardon nicht vom ersten Platz verdrängen.
Infolge seines WM-Titels zog Thorburn dauerhaft ins Vereinigte Königreich, kehrte aber bereits zwei Jahre später wieder nach Kanada zurück. Die nächste Saison verlief nicht minder erfolgreich als die vorherige und Thorburn siegte sowohl bei den Canadian Open als auch beim Pot Black. Zusätzlich verlor er im Endspiel des Tolly Cobbold Classic. Am Ende der Saison misslang ihm zwar die Titelverteidigung bei der Weltmeisterschaft, womit er auch nicht den sogenannten Fluch des Crucible brechen konnte, doch mit einer Teilnahme am Halbfinale gelang ihm ein weiterer Achtungserfolg. Dieser führte den Kanadier schließlich auf Platz 1 der Weltrangliste.

### Weitere Erfolgsjahre in den 1980ern

Anfang der 1980er-Jahre auf dem Zenit: Cliff Thorburns Weltranglistenpositionen

In den folgenden Jahren etablierte sich Thorburn als einer der besten Spieler und galt zeitweise als der konstanteste Spieler der Tour. Weiterhin erreichte er bei einem Großteil der Turniere mindestens das Viertelfinale, regelmäßig auch das Endspiel. Deshalb konnte er in den folgenden Jahren auch einige Turniersiege verbuchen, zum Beispiel im Rahmen der Canadian Professional Championship oder des Scottish Masters. Ebenso gewann er gleich dreimal das Masters, womit er mittlerweile zwei von drei Triple-Crown-Turnieren gewonnen hatte. Bei der UK Championship kam er aber weder in dieser Phase seiner Karriere noch in späteren Jahren über das Halbfinale hinaus. Wegen dieses fehlenden Turniersiegs gilt Thorburn nicht als Mitglied der Triple Crown. Sukzessive wurden Anfang der 1980er-Jahre weitere Turniere als Weltranglistenturniere anerkannt, sodass auch diese neben der Snookerweltmeisterschaft Einfluss auf die Weltrangliste bekamen. Auch bei solchen Turnieren war Thorburn erfolgreich; einige Male erreichte er auch ein Endspiel. Bei sechs Finalteilnahmen gelang Thorburn allerdings nur ein Turniersieg (bei der Matchroom Trophy 1985). Darüber hinaus wurde er aber auch Vize-Weltmeister 1983, als er das WM-Endspiel gegen Steve Davis verlor, dem prägenden Spieler der 1980er. Thorburn selbst spielte im Rahmen der Weltmeisterschaft 1983 gegen Terry Griffiths sein erstes Maximum Break.
Dieses Maximum Break war das erste 147er-Break im Crucible Theatre, seit 1977 Spielort der Weltmeisterschaft. Das Maximum Break sorgte für Standing Ovations und die Unterbrechung der zeitgleich laufenden Partie zwischen David Taylor und Bill Werbeniuk. Die letzten Stöße des Breaks wurden live auf einem Jumbotron im Olympiastadion Montreal gezeigt, wo gerade ein Baseballspiel der Montreal Expos ausgetragen wurde. Das Spiel gegen Griffiths endete erst kurz vor 4 Uhr morgens. Mit einer Gesamtdauer von über 13 Stunden gilt die Partie als eine der längsten der WM-Geschichte. Auf der Weltrangliste verlor Thorburn seinen ersten Platz wieder an Ray Reardon, der ein kurzzeitiges Comeback erlebte. Reardon wurde später von Steve Davis abgelöst. Thorburn hielt sich bis Mitte 1986 in den Top 3; zunächst drei Saisons auf dem dritten Platz, dann zwei Saisons auf dem zweiten Rang. Danach verschlechterte er sich leicht auf Platz vier. In den 1980ern hatte Thorburn zusätzlich auch bei Team-Wettbewerben Erfolg, beispielsweise bei der World Doubles Championship. Als Teil des kanadischen Teams konnte er zudem einige Erfolge beim World Cup einfahren. Thorburn war dabei der langjährige Kapitän des kanadischen Teams.

### Sperre 1988, Abstieg und Ende der Profikarriere
Ende der 1980er-Jahre konnte Thorburn zwar weiterhin regelmäßig finale Turnierrunden erreichen: er zog in das Endspiel der International Open 1987 ein und gewann daneben die Canadian Professional Championship 1987. Dennoch verschlechterte sich Thorburn auf der Weltrangliste erneut leicht und belegte zwei Jahre später nur noch Rang 7. Bei den British Open 1988 wurde der Kanadier positiv auf Kokain getestet. Dafür wurde gegen ihn eine Sperre für die nächsten zwei Turniere verhängt, welche Thorburn mithilfe einer einstweiligen Verfügung zunächst aussetzen lassen konnte. Die Sperre wurde schließlich zu Beginn der nächsten Saison doch noch wirksam. Auf Vorschlag des Juristen Gavin Lightman, der vom Weltverband als Untersucher der Causa bestimmt worden war, musste Thorburn zudem eine Geldbuße zahlen und die Aberkennung zweier Ranglistenpunkte hinnehmen. Thorburn gestand später ein Drogenproblem ein. Immerhin schaffte er es anschließend, zum zweiten Mal ein Maximum Break zu spielen, diesmal im Rahmen der Matchroom League 1989. Damit war Thorburn der erste Spieler überhaupt, dem zwei offiziell anerkannte Maximum Breaks bei Profispielen gelangen.
Danach verschlechterte sich Thorburns Form zusehends. Er schied häufig recht früh aus und konnte nur noch wenige gute Ergebnisse erzielen. So erreichte er zwischen 1989 und 1995 nur bei den European Open 1991 und den Thailand Open 1995 das Halbfinale. Mittlerweile musste sich der Kanadier für sämtliche Ranglistenturniere vorab qualifizieren, da er auf der Rangliste nicht mehr in den besten 32 Plätzen gelistet war. So stand er Mitte 1995 nur auf Rang 41. Der Tiefpunkt kam mit der Saison 1995/96, als Thorburn kein einziges Spiel gewinnen konnte. Abgerutscht auf Platz 91, verzichtete er während der Saison 1996/97 mit zwei Ausnahmen auf weitere Turnierteilnahmen, wodurch er auf der Weltrangliste bis auf Rang 325 abstürzte. Anschließend beendete er seine Profikarriere. Seinen Abschied von der Profitour hatte er bereits beim World Cup 1996 gegeben.

### Weiteres Leben

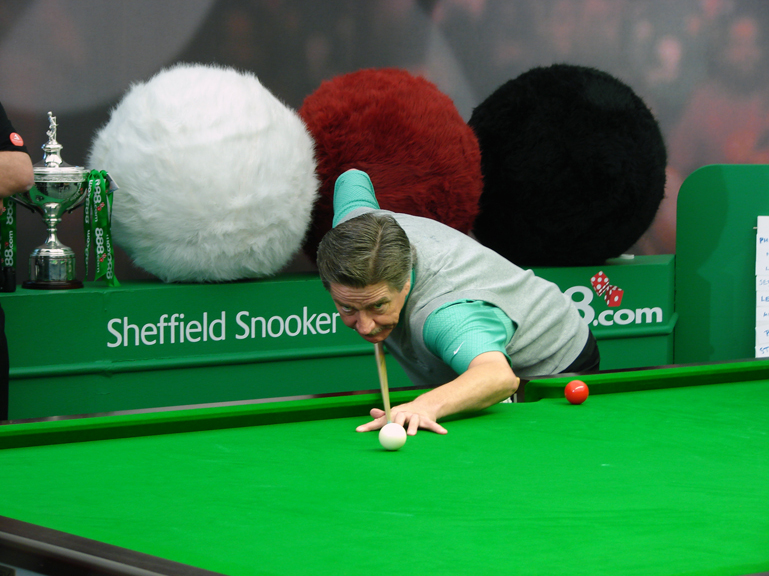
Thorburn im Jahr 2007

Als Amateur rückte für Thorburn Anfang der 2000er-Jahre die kanadische Snooker-Meisterschaft wieder in sein Interesse. Während er 2001 zum sechsten Mal kanadischer Meister werden konnte, verlor er 2002 und 2003 im Endspiel sowie 2004 im Viertelfinale. Des Weiteren nahm Thorburn seit dem Jahr 2000 regelmäßig an Seniorenturnieren teil, zunächst vor allem an der World Seniors Championship, bei der er nie über das Viertelfinale hinauskam. Später erweiterte er seine Teilnahmen aber auch auf andere Turniere. Einige dieser Turniere konnte Thorburn auch gewinnen. Regelmäßig spielte der Kanadier zudem auf der sogenannten Seniors Tour. Heutzutage lebt Thorburn nahe Toronto in Markham (Ontario), wo er als Billardtrainer arbeitet. Zudem hat er ein Lehrbuch namens Snooker Skills veröffentlicht, und trat regelmäßig bei Exhibitions auf, so zum Beispiel im Rahmen der Exhibitionserie Snooker Legends. Erst im Januar 2022 beendete er im Rahmen der UK Seniors Championship seine aktive Karriere endgültig.
Als Snookerspieler erfreut sich Thorburn bei den Fans einiger Beliebtheit, auch im Vereinigten Königreich. Thorburn gilt heutzutage als Wegbereiter des Snookers in Kanada. Während seiner aktiven Karriere animierte Thorburn andere kanadische Spieler wie Bill Werbeniuk, Kirk Stevens und Jim Wych, Profispieler zu werden, und nahm sie gegebenenfalls unter seine Fittiche. Nach seinem Karriereende gab es allerdings kein großes kanadisches Snooker-Talent mehr. Ein möglicher Grund dafür ist die weiterhin große Präsenz des Poolbillards in Nordamerika, das dort für talentierte Spieler lukrativer ist als der Snookersport. Auch Thorburn spielte einige Male auf der dortigen Poolbillard-Tour mit. Daneben engagiert sich Thorburn auch im Vorstand der Pan American Billiards & Snooker Association als Director of Coaching und Botschafter des Verbandes des amerikanischen Doppelkontinents. Seit 2022 engagiert er sich auch im International Expert Coaching Advisory Panel der World Professional Billiards & Snooker Association.
1983 wurde Thorburn zum Member of the Order of Canada ernannt, anderen Quellen zufolge erst 1984 oder 1988. 1995 folgte die Aufnahme in die British Columbia Sports Hall of Fame. 2001 wurde er als zweiter Snookerspieler nach George Chenier in die Hall of Fame des kanadischen Sports aufgenommen, 2014 in die Snooker Hall of Fame.

## Spielweise
Thorburn galt als „hartnäckiger Gegner“ und als „solider, methodischer“ Spieler. Durch seine Eigenart, seine Gegner sukzessive zu zermürben, was sich zum Beispiel im WM-Finale von 1980 gegen Alex Higgins zeigte, wurde Thorburn als „The Grinder“ bezeichnet (zu deutsch in etwa Der Abschleifer). Seine Eigenart lebte er durch eine exzessive Verwendung von Safetys und einem folglich langem Stellungsspiel aus, wodurch er sich erhoffte, seine Gegner eben zu zermürben und schließlich leicht den Sieg an sich reißen zu können. Ebenso spielte Thorburn unnachgiebig und auch unter Druck auf einem hohen Niveau, was von einer großen Nervenstärke zeugte. Zusätzlich galt er als sehr kalkulierender Spieler, der nie aufgeben würde. Vorteilhaft waren für Thorburn seine Anfänge im Poolbillard, wodurch er sich besser in Kombinationsstößen auskannte als seine Gegner im Snooker. Im Snooker sind solche Stöße im Vergleich zum Poolbillard seltener im Gebrauch.
Für den Snooker-Journalisten Hector Nunns spielte Thorburn „beherzt“. Terry Griffiths, der 1979 Weltmeister geworden war, sieht Thorburn als einen „der Großen unseres Sportes“. Nach der Meinung von Ronnie O’Sullivan ist Thorburn wie auch Griffiths ein „großartige[r]“, aber „schrecklich langsam[er]“ Spieler. Der sechsfache Weltmeister Steve Davis stimmt dem zu, wie auch John Virgo, der ungefähr im selben Zeitraum wie Thorburn Profispieler war. Letzterer lobt in seiner Autobiographie außerdem Thorburns Breakbuilding. Steve Davis sieht Thorburn darüber hinaus als ein „Naturtalent [...] der alten Schule“ an. Der Kanadier sei ein sehr defensiver Spieler, der nie ein Risiko eingehe, taktisch aber sehr versiert sei und zu besten Safety-Spielern gehöre.

## Erfolge
Thorburn konnte in seiner Karriere mindestens 30 Turniere bei mindestens 50 Finalteilnahmen gewinnen. Während sich eine Auflistung aller bekannten Erfolge auf dieser Seite befindet, sind in der folgenden Tabelle alle Finalteilnahmen bei Turnieren der Triple Crown aufgezählt.
| Ergebnis | Jahr | Turnier                  | Gegner im Finale | Endstand |
| -------- | ---- | ------------------------ | ---------------- | -------- |
| Finalist | 1977 | Snookerweltmeisterschaft | John Spencer     | 21:25    |
| Finalist | 1978 | Masters                  | Alex Higgins     | 5:7      |
| Sieger   | 1980 | Snookerweltmeisterschaft | Alex Higgins     | 18:16    |
| Sieger   | 1983 | Masters                  | Ray Reardon      | 9:7      |
| Finalist | 1983 | Snookerweltmeisterschaft | Steve Davis      | 6:18     |
| Sieger   | 1985 | Masters                  | Doug Mountjoy    | 9:6      |
| Sieger   | 1986 | Masters                  | Jimmy White      | 9:5      |

## Veröffentlichungen
- Cliff Thorburn’s Snooker Skills. Hamlet, 1987, ISBN 978-0-600-55210-9.
- mit Clive Everton: Playing for Keeps. Partridge Press, 1987, ISBN 978-1-85225-011-9.